# Woskriesienskoje (rejon leżniewski)
Woskriesienskoje (ros. Воскресенское) – wieś (sieło) w Rosji, w obwodzie iwanowskim, w rejonie leżniewskim. W 2010 liczyła 651 mieszkańców.